# Bohumila Řimnáčová
Bohumila Řimnáčová, née le 9 septembre 1947 à Prague, est une gymnaste artistique tchécoslovaque. 

## Carrière
Bohumila Řimnáčová est médaillée d'or par équipes aux Championnats du monde de gymnastique artistique 1966 à Dortmund et médaillée de bronze aux Championnats du monde de gymnastique artistique 1970 à Ljubljana.
Elle est médaillée d'argent par équipes et quatrième aux barres parallèles aux Gymnastique aux Jeux olympiques d'été de 1968 à Mexico.